# Johnny Van Zant
Johnny Roy Van Zant, född 27 februari 1959 i Jacksonville, Florida, är en amerikansk rocksångare. Han är, sedan bandet återförenades 1987, sångare i Lynyrd Skynyrd. Johnny är bror till bandets ursprunglige sångare Ronnie Van Zant. Han har även spelat in flera album som soloartist och tillsammans med sin andra bror Donnie Van Zant, under namnet Van Zant.

## Diskografi
Med The Johnny Van Zant Band
- 1980 – No More Dirty Deals
- 1981 – Round Two
- 1982 – The Last of the Wild Ones
- 1985 – Van Zant
- 1990 – Brickyard Road
- 1997 – King Biscuit Flower Hour Presents in Concert (live)

Solo
- 1990 – Brickyard Road

Med Lynyrd Skynyrd
- 1991 – Lynyrd Skynyrd 1991
- 1993 – The Last Rebel
- 1994 – Endangered Species
- 1997 – Twenty
- 1999 – Edge of Forever
- 2005 – Get Right with the Man
- 2009 – God & Guns
- 2012 – Last of a Dyin' Breed

Med Van Zant
- 1998 – Brother to Brother
- 2001 – Van Zant II
- 2005 – Get Right with the Man
- 2007 – My Kind of Country